# رالف بيرد (ممثل)
رالف بيرد (بالإنجليزية: Ralph Byrd)‏ هو ممثل أمريكي، ولد في 22 أبريل 1909 في الولايات المتحدة، وتوفي بنفس المكان في 18 أغسطس 1952 بسبب نوبة قلبية.

## أعمال

### أفلام
- (1940) علامة زورو
- (1942) كتاب الأدغال

## وصلات خارجية
- رالف بيرد على موقع IMDb (الإنجليزية)
- رالف بيرد على موقع ألو سيني (الفرنسية)
- رالف بيرد على موقع أول موفي (الإنجليزية)
- رالف بيرد على موقع قاعدة بيانات الأفلام السويدية (السويدية)
- رالف بيرد على موقع إن إن دي بي (الإنجليزية)
- رالف بيرد على موقع قاعدة بيانات الفيلم (الإنجليزية)
- رالف بيرد على موقع كينوبويسك (الروسية)